# Tadeusz Aziewicz
Tadeusz Aziewicz (ur. 31 października 1960 w Sopocie) – polski polityk, ekonomista, działacz samorządowy, poseł na Sejm V, VI, VII, VIII i IX kadencji.

## Życiorys
Jest synem Mieczysława i Anny. W latach 80. uczestniczył w ruchu opozycyjnym. W 1986 ukończył studia z zakresu ekonomiki transportu lądowego na Wydziale Ekonomiki Transportu Uniwersytetu Gdańskiego. W latach 1987–1989 pracował w firmie konsultingowej Doradca Jana Krzysztofa Bieleckiego. Wspólnie z Donaldem Tuskiem brał udział w tworzeniu trójmiejskiego środowiska liberałów, na przełomie lat 80. i 90. zakładał gdański Kongres Liberałów. Od 1987 do 1995 był pracownikiem naukowym Instytutu Teorii Ekonomii Uniwersytetu Gdańskiego. W latach 1989–1990 był redaktorem działu ekonomicznego „Tygodnika Gdańskiego”. Jest autorem publikacji z dziedziny ekonomii.
W 1990 zaangażował się w działalność samorządową. Od 1990 do 1998 przez dwie kadencje zasiadał w radzie miasta Gdyni. W latach 1990–1991 był członkiem Zarządu Miasta. W radzie miasta kierował Komisją Strategii i Finansów. W tym okresie był też przedstawicielem miasta w Komunalnym Związku Gmin „Dolina Redy i Chylonki”. W latach 1994–1998 był wiceprzewodniczącym Sejmiku Samorządowego województwa gdańskiego. Reprezentował województwo gdańskie w Krajowym Sejmiku Samorządu Terytorialnego.
W latach 1991–1998 był pracownikiem naukowym Instytutu Badań nad Gospodarką Rynkową, w którym kierował Zakładem Gospodarki Komunalnej. Zasiadał w radach nadzorczych wielu przedsiębiorstw i fundacji (m.in. Nordea Bank Polska SA w latach 2002–2005, przewodniczący RN Agencji Rozwoju Pomorza SA w latach 2003–2005). W latach 1998–2001 pełnił funkcję prezesa Urzędu Ochrony Konkurencji i Konsumentów.
Należał kolejno do Kongresu Liberalno-Demokratycznego, Unii Wolności i Platformy Obywatelskiej. Zasiadł we władzach regionalnych i krajowych PO.
W wyborach parlamentarnych w 1991 z listy KLD i w wyborach w 2001 z listy PO bez powodzenia kandydował do Sejmu, a w wyborach w 2005 został wybrany na posła V kadencji w okręgu gdyńsko-słupskim. W wyborach parlamentarnych w 2007 po raz drugi uzyskał mandat poselski, otrzymując 17 275 głosów. Trzeci raz został wybrany liczbą 14 013 głosów w wyborach w 2011.
Również w 2015 z powodzeniem ubiegał się o poselską reelekcję (dostał 6625 głosów). W Sejmie VIII kadencji został zastępcą przewodniczącego Komisji Gospodarki Morskiej i Żeglugi Śródlądowej oraz członkiem Komisji do Spraw Energii i Skarbu Państwa. W wyborach w 2019 został wybrany na kolejną kadencję z ramienia Koalicji Obywatelskiej, otrzymując 9385 głosów. W IX kadencji zasiadł w Komisji Gospodarki i Rozwoju, Komisji Gospodarki Morskiej i Żeglugi Śródlądowej oraz Komisji Łączności z Polakami za Granicą. W wyborach w 2023 nie uzyskał poselskiej reelekcji.

## Odznaczenia
W 2001 został uhonorowany przez ministra kultury i dziedzictwa narodowego odznaką Zasłużony Działacz Kultury w uznaniu zasług dla rozwoju niezależnej kultury polskiej.